# Conquista romana della Spagna durante la seconda guerra punica
La conquista romana della Spagna durante la seconda guerra punica iniziò nel 218 a.C. e terminò con la cacciata dei Cartaginesi da tutti i loro possedimenti nella penisola iberica (205 a.C.).

## Contesto storico
Molto prima della prima guerra punica, tra l'VIII e il VII secolo a.C. i Fenici (e successivamente i Cartaginesi) erano già apparsi nella parte meridionale della Penisola iberica, così come a est e a sud dell'Ebro. I loro numerosi avamposti commerciali lungo le coste fornivano uno sbocco per il commercio mediterraneo di minerali e altre risorse dell'Iberia preromana. Tuttavia tali insediamenti, seppur generalmente costituiti da poco più di un deposito e un molo, oltre a favorire le esportazioni, introdussero nella Penisola prodotti e manufatti provenienti dalle opposte sponde mediterranee, causando indirettamente il diffondersi nelle culture locali di caratteristiche tipicamente orientali.
Durante il VII secolo a.C., i Greci avevano stabilito le loro prime colonie sulle rive mediterranee del nord della penisola. Muovendo da Massalia (Marsiglia), fondarono le città di Emporion (Ampurias) e Roses, benché fossero all'epoca già largamente presenti in tutti i centri principali della regione costiera anche senza appoggiarsi a centri stanziali permanenti. Parte dei traffici greci era trasportato da vettori commerciali fenici, sia in entrata che in uscita dalla penisola. Per la sua natura di potenza commerciale del Mediterraneo occidentale, Cartagine era naturalmente interessata ad espandersi in direzione della Sicilia e della parte meridionale della Penisola italica. Il crescere della sua influenza creò ben presto frizioni con Roma, e il confliggere degli opposti interessi commerciali sfociò nelle Guerre puniche, delle quali la prima si concluse con un instabile armistizio e una situazione di sostanziale stallo. Il permanere di una reciproca ostilità condusse alla seconda guerra punica, che dopo dodici anni di scontri si concluse con la definitiva conquista romana del sud e dell'est della penisola iberica. Successivamente, la decisiva sconfitta di Zama avrebbe estromesso Cartagine dal proscenio della storia antica.

### Iberia cartaginese
Risolto in qualche modo il problema generato dai mercenari, Cartagine cercò una via per riprendere il suo cammino storico. Il governo della città era diviso principalmente fra il partito dell'aristocrazia terriera, capeggiato dalla famiglia degli Annone da una parte, e il ceto imprenditoriale e commerciale che faceva riferimento ad Amilcare Barca e in genere ai Barcidi.
Annone propugnava l'accordo con Roma e l'allargamento del potere cartaginese verso l'interno dell'Africa, in direzione opposta alla città rivale. Amilcare vedeva nella Spagna, dove Cartagine già da secoli manteneva larghi interessi commerciali, il fulcro economico per la ripresa delle finanze puniche.
Politicamente sconfitto Amilcare, che aveva avuto un ruolo di primo piano nella repressione della rivolta dei mercenari, non ottenendo dal Senato cartaginese le navi per andare in Spagna, prese il comando dei reparti mercenari rimasti e con una marcia incredibile attraversò tutto il Nordafrica, percorrendo la costa fino allo stretto di Gibilterra. Amilcare, che era accompagnato dal figlio Annibale e dal genero Asdrubale, attraversò lo stretto e, seguendo la costa spagnola, si diresse verso oriente alla ricerca di nuove ricchezze per la sua città.

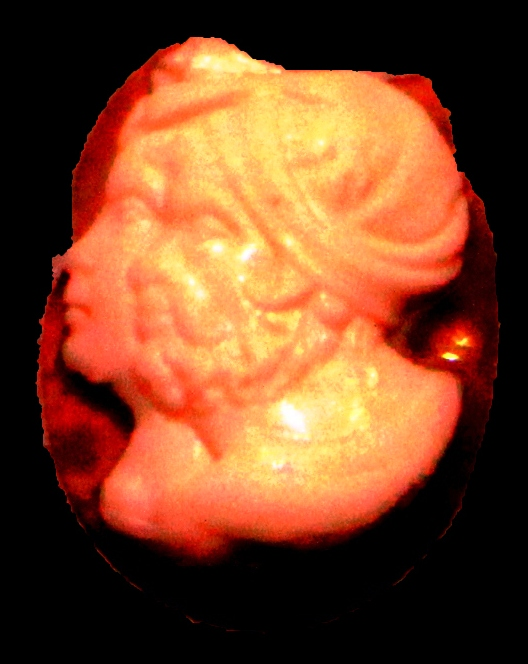
Amilcare Barca e il figlio Annibale. Cammeo in agata calcedonio di età romana. Conservato al Museo archeologico nazionale di Napoli.

La nuova provincia cartaginese sarebbe stata un bacino notevole da cui attingere truppe necessarie per permettere in futuro ai Cartaginesi di tornare a confrontarsi militarmente con la Repubblica romana. Tra queste truppe, provenienti da numerose tribù della regione, si distinguevano in particolare gli Ilergeti (dalla Spagna nordorientale) e i leggendari frombolieri delle Baleari.
La spedizione cartaginese assunse l'aspetto di una conquista, a partire dalla città di Gades (oggi Cadice), sebbene fosse stata inizialmente condotta senza l'autorità del senato cartaginese. Dal 237 a.C., anno della partenza dall'Africa, al 229 a.C., anno della sua morte in combattimento, Amilcare riuscì a rendere la spedizione autosufficiente dal punto di vista economico e militare e perfino a inviare a Cartagine grandi quantità di merci e metalli requisiti alle tribù ispaniche come tributo. Morto Amilcare il genero ne prese il posto per otto anni e iniziò una politica di consolidamento delle conquiste. Con patti e trattati si accordò con i vari popoli locali e fondò una nuova città. La chiamò Karth Hadasht, cioè Città Nuova, cioè Carthago Nova, oggi Cartagena.
Impegnati con i Galli, i Romani preferirono accordarsi con Asdrubale e nel 226 a.C., spinti anche dall'alleata Massilia che vedeva avvicinarsi il pericolo, stipularono un trattato che poneva l'Ebro come limite all'espansione di Cartagine. Si riconosceva così, in modo implicito, anche il nuovo territorio soggetto al controllo cartaginese. D'altra parte un esercito di circa 50 000 fanti, 6 000 cavalieri per lo più numidi e oltre 200 elefanti da guerra costituiva una notevole potenza militare ma soprattutto un problema economico per il suo mantenimento che dava sicuramente da pensare ai possibili bersagli. La svolta si ebbe nel 221 a.C.: Asdrubale, pare a causa di una donna (o forse, come sostiene Tito Livio, fu uno schiavo a vendicare la morte del suo padrone), fu ucciso da un mercenario gallo e l'esercito cartaginese scelse all'unanimità Annibale,, il figlio maggiore di Amilcare che aveva solo 26 anni, come suo terzo comandante in Spagna. Cartagine, una volta radunato il popolo, decise di ratificare la designazione dell'esercito
In questo modo quindi il giovane Annibale assunse il comando supremo in Spagna; egli si era già distinto nell'esercito per resistenza fisica, coraggio e abilità alla testa della cavalleria, accattivandosi rapidamente la simpatia delle truppe; ben presto avrebbe dimostrato di essere uno dei più grandi generali della storia; secondo lo storico tedesco Theodor Mommsen "nessuno come lui seppe accoppiare il senno con l'entusiasmo, la prudenza con la forza".

## Casus belli

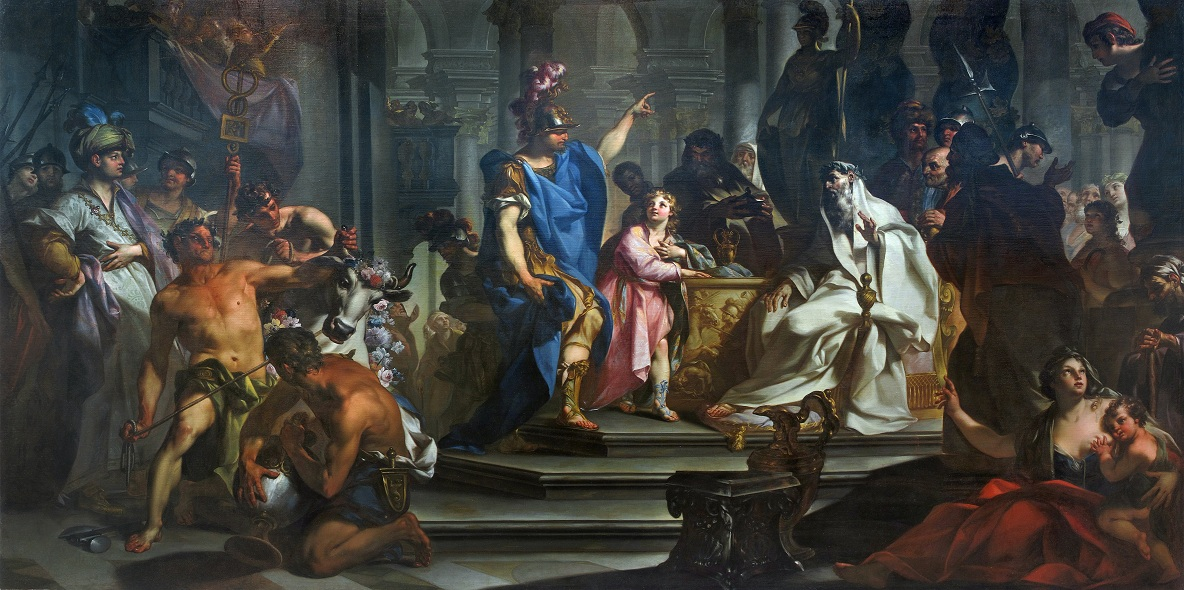
Claudio Francesco Beaumont, Annibale giura odio ai Romani (olio su tela, 330 × 630 cm del XVIII secolo)

La Seconda guerra punica tra Cartagine e Roma venne provocata dalla disputa tra le due potenze su chi dovesse controllare Sagunto, una città costiera ellenizzata e alleata dei Romani. Dopo una grande tensione nel governo cittadino culminante nell'assassinio dei sostenitori di Cartagine, Annibale cinse d'assedio la città di Sagunto nel 218 a.C. La città chiese aiuto ai Romani, ma i Romani non si mossero per aiutarli. In seguito a un prolungato assedio e a una battaglia sanguinosa, in cui Annibale stesso venne ferito, i Cartaginesi si impossessarono della città. Molti dei Saguntini scelsero di suicidarsi pur di evitare la sottomissione e la schiavitù che li attendevano per mano dei Cartaginesi. La guerra continuò poi con la spedizione in Italia di Annibale.
Lo storico greco Polibio affermava che tre furono i motivi principali della seconda guerra tra Romani e Cartaginesi:
1. la prima causa scatenante della guerra tra Romani e Cartaginesi fu lo spirito di rivalsa del padre di Annibale, Amilcare Barca.[25] Costui, se non ci fosse stata la rivolta dei mercenari contro i Cartaginesi, avrebbe ricominciato a preparare un nuovo conflitto.[26][27] Si racconta, inoltre, che Annibale prima di partire era stato condotto al cospetto degli dei della città dal padre che gli aveva fatto giurare odio eterno a Roma.[28] Annibale, poco più che bambino, aveva compreso il significato intimo del giuramento. A 26 anni, capo dell'esercito, idolatrato dai suoi uomini con cui aveva vissuto per anni condividendo pericoli e disagi, impresse una svolta decisiva alla politica cartaginese in Spagna, ampliandone le conquiste.[29]
2. Seconda causa della guerra, sempre secondo Polibio, fu l'aver dovuto sopportare, da parte dei Cartaginesi, la perdita del dominio sulla Sardegna e sulla Corsica con la frode, come ricorda Tito Livio, e il pagamento di ulteriori 1 200 talenti in aggiunta alla somma pattuita in precedenza al termine della prima guerra punica.[30][31][32]
3. Terza ed ultima causa fu l'aver conseguito numerosi successi in Iberia da parte delle armate cartaginesi, tanto da destare negli stessi un rinnovato spirito di rivalsa nei confronti dei Romani.[33]

I Cartaginesi provarono a difendere il loro operato e quello di Annibale, adducendo come scusa che nel trattato precedente dopo la prima guerra punica non si faceva alcun cenno all'Iberia e quindi all'Ebro, ma Sagunto era considerata alleata e amica del popolo romano. La guerra fu inevitabile, solo che come scrive Polibio, la guerra non si svolse in Iberia, [come auspicavano i Romani] ma proprio alle porte di Roma e lungo tutta l'Italia. Era la fine del 219 a.C. e iniziava la seconda guerra punica.

## Forze in campo
Cartaginesi
Nella primavera del 218 a.C., Annibale, secondo quanto racconta Polibio, attuò una politica accorta e saggia, facendo passare i soldati della Libia in Iberia e viceversa, cementando così i vincoli di reciproca fedeltà tra le due province. Lasciò, quindi, in Spagna, sotto il comando del fratello Asdrubale, per tenere a bada le popolazioni locali, una forza navale formata da 50 quinqueremi, 2 quadriremi e 5 triremi; 450 cavalieri tra Libi-Fenici e Libici, 300 Lergeti e 1 800 tra Numidi, Massili, Mesesuli, Maccei e Marusi; 11 850 fanti libici, 300 Liguri, 500 Balearici e 21 elefanti.
Romani
I due consoli si suddivisero, come d'uso, i compiti: Publio Cornelio fu posto a capo di 60 quinqueremi, due legioni e i corrispettivi reparto di cavalleria, oltre a 14 000 fanti alleati e 1 600 cavalieri (pari ad oltre tre alae).

## Conquista romana dell'Iberia

### 218 a.C.: inizia l'invasione romana
Come prima mossa all'avanzata di Annibale, uno dei due consoli, Publio Cornelio ebbe il compito di contrastare l'avanzata di Annibale andandogli incontro in Spagna. Non essendo però riuscito ad intercettarlo prima che il "Cartaginese" passasse le Alpi, Publio fu costretto a tornare in Italia e ad inviare il fratello Gneo nella penisola iberica, al suo posto.
Gneo partì dalla foce del Rodano e passati i Pirenei, approdò ad Emporion (Empúries), antica colonia focese. Questa fu la località da dove Roma iniziò la sua conquista della penisola. Una volta sbarcato iniziò la sua avanzata dal paese dei Lacetani, inducendoli a far causa comune con i Romani, insieme a tutte le genti del litorale iberico fino al fiume Ebro. Egli in parte rinnovò antiche alleanze, in parte ne creò di nuove.
(Livio, XXI, 60.4.)
A sud dell'Ebro vi era la provincia cartaginese assegnata ad Annone, il quale credendo che fosse giunto il momento per muovere contro Gneo Scipione, pose il campo di fronte a quello romano. Poi schierò l'esercito pronto al combattimento. E poiché a Gneo non pareva il caso di rimandare lo scontro, attendendo l'arrivo di Asdrubale, preferì combattere i due comandanti cartaginesi separatamente. Si fece incontro così ad Annone.
La prima importante battaglia tra Cartaginesi e Romani ebbe luogo a Cissa, che qualcuno ha identificato con la stessa Tarraco (Tarragona), mentre altri con Guissona nella provincia odierna di Lleida. Qui i Cartaginesi subirono una pesante sconfitta ad opera di Gneo Scipione.
Rese quindi amiche ed alleate di Roma tutte le popolazioni che si trovavano a nord dell'Ebro e riuscì a prendere vivi il generale dei Cartaginesi, Annone, e quello degli Iberi, Indibile, che era il sovrano indiscusso di tutte le regioni interne dell'Iberia.
Gneo riuscì a consolidare la sua posizione a nord del fiume Ebro, mentre Asdrubale arrivò troppo tardi per aiutare Annone, ma in ogni caso attraversò il fiume e con una forza di 8 000 fanti e 1 000 cavalieri riuscì a sorprendere i legionari romani nei pressi di Tarraco e a distruggere 25 navi romane, riducendone il numero da 60 a sole 35. Quindi si ritirò, pronto a fortificare i suoi territori a sud dell'Ebro, e andando a svernare a Nova Carthago. Gneo, invece, una volta raggiunta la flotta, dopo aver punito i responsabili della sconfitta subita contro Asdrubale, lasciò a Tarraco (Tarragona) un modesto presidio e andò a svernare a Emporiae, dove distribuì ai soldati il bottino.

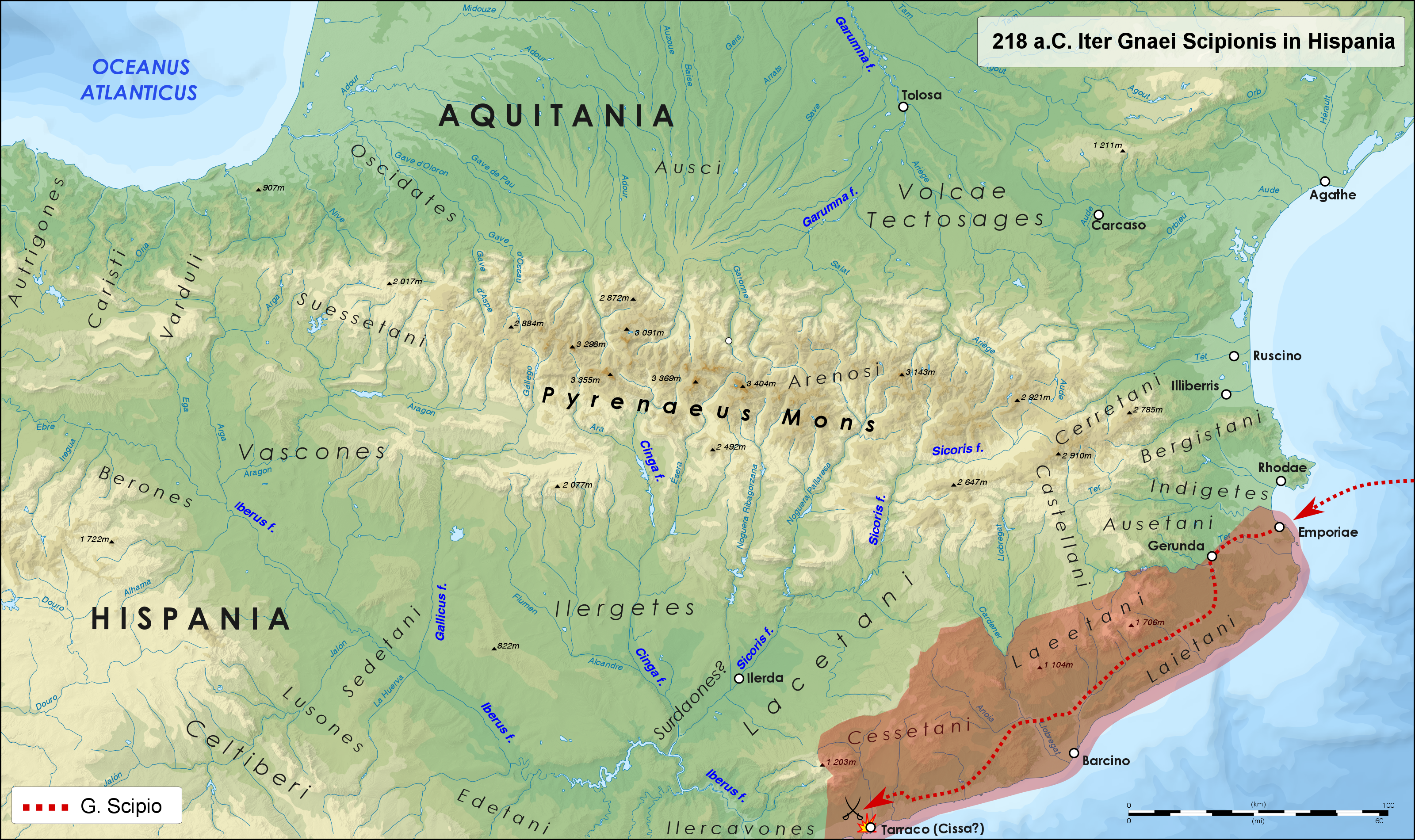
Avanzata di Gneo Cornelio Scipione Calvo in Spagna nel 218 a.C. e territori posti sotto il controllo romano

Allontanatosi Gneo da quei territori, riapparve Asdrubale, il quale non solo spinse la popolazione degli Ilergeti alla defezione, sebbene questi ultimi avessero appena dato in ostaggio ai Romani i propri giovani, ma si mise anche a devastare i campi di tutte le popolazioni limitrofe alleate dei Romani. Richiamato pertanto Scipione dai quartieri invernali, Asdrubale si allontanò andando a rifugiarsi ancora una volta a sud del fiume Ebro.
Gneo allora, deciso a dare una lezione agli Ilergeti che avevano defezionato e che ora erano stati abbandonati dal comandante cartaginese, si diresse verso la loro capitale, Atanagrum, e la cinse d'assedio. In pochi giorni ne ottenne la resa e ridusse in suo potere questo popolo, obbligandolo a pagare un tributo e ad inviargli un numero di ostaggi maggiore della volta precedente.
Poco dopo fu la volta degli Ausetani, popolazione che non distava molto dal fiume Ebro, alleati anch'essi dei Cartaginesi. Anche la loro capitale venne assediata, mentre i vicini Lacetani, che avevano tentato di aiutare questa popolazione confinante durante la notte, furono respinti. Dopo trenta giorni d'assedio, peraltro favorito dal tempo inclemente, durante il quale raramente la neve era inferiore ai tre piedi (oltre un metro) d'altezza, queste due popolazioni videro uccisi 12 000 dei loro uomini. Alla fine, dopo che il loro comandante, Amusico, si era rifugiato presso Asdrubale, i Lacetani pattuirono la resa per venti talenti d'argento (65 kg circa) e si arresero. Fu così che, alla fine di questo primo anno di guerra, i Romani preferirono ritirarsi a Tarraco utilizzando questa città come loro nuova base per i quartieri d'inverno. A Gneo e al fratello Publio si deve, infatti, la costruzione della mura ciclopiche di questa città.

### 217 a.C.: primi successi romani

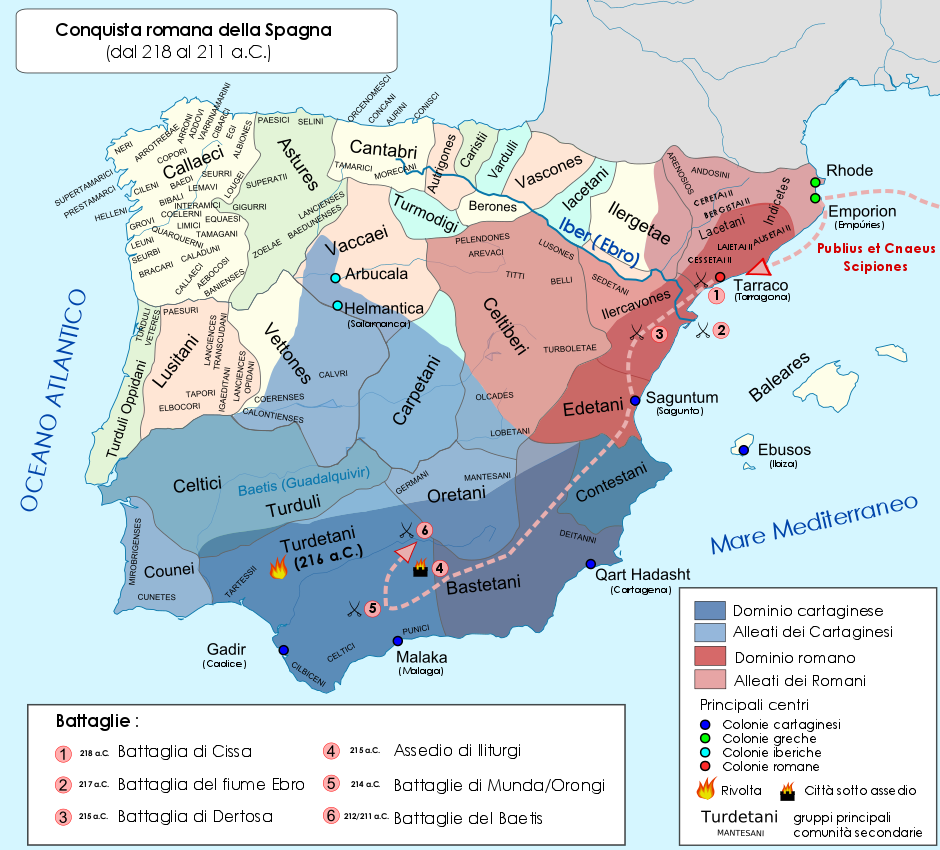
L'avanzata dei Romani in Spagna (dal 218 al 211 a.C.) sotto i due Scipioni, Publio e Gneo

Nel 217 a.C., la flotta di Gneo sconfisse quella di Asdrubale Barca alla foce dell'Ebro. Poco dopo, arrivarono rinforzi dall'Italia sotto il comando di Publio Scipione e i Romani riuscirono ad avanzare fino a Sagunto e ad occuparla, grazie all'aiuto del nobile Abelox. Dopo i successi del 217 a.C. gli Scipioni ritornarono a nord dell'Ebro per riorganizzare le loro forze e consolidare le posizioni raggiunte. A Gneo e a Publio Scipione viene attribuita la fortificazione di Tarraco e la costruzione di un porto militare. Le mura della città vennero probabilmente costruite imponenti, sui resti di un'antica muraglia; i segni dei manovali iberici sono ancora visibili, dato che vennero costruite a mano.

### 216 a.C.
Asdrubale dopo aver ricevuto rinforzi, dovette impegnarsi nel 216 a.C. a sedare una estesa rivolta della popolazione iberica dei Turdetani. Il senato cartaginese era però deciso a farlo muovere verso l'Italia e il condottiero ricevette gli ordini di partire al più presto con il suo esercito mentre altre forze e una flotta al comando di Imilcone vennero inviate in Spagna per difendere il dominio punico che era minacciato anche da continue rivolte di popolazioni locali.
Gneo e Publio Scipione avevano deciso di dividere tra loro l'esercito, in modo che Gneo comandasse la guerra per terra e Publio per mare. Frattanto Asdrubale, comandante dei Cartaginesi, non fidandosi abbastanza delle forze che aveva a disposizione, preferì mantenere le distanze dal nemico romano, fortificandosi. E dopo aver a lungo atteso, finalmente ottenne dall'Africa di ricevere un contingente di 4 000 fanti e 1 000 cavalieri. Sentendosi così più forte, decise di avvicinarsi al nemico, ordinando alla flotta di difendere le isole e le spiagge. Mentre si stava preparando, alcuni dei suoi comandanti disertarono, poiché in precedenza erano stati rimproverati per aver abbandonato la flotta presso l'Ebro. Questi si erano rifugiati presso il popolo dei Tartessi, tanto che, dietro loro istigazione, alcune città si erano ribellate ed una era stata presa con la forza.

Localizzazione del popolo dei Tartessi

Asdrubale era stato così costretto a dover volgere la propria armata contro questa popolazione, invece che contro i Romani. Come prima azione penetrò in territorio nemico, deciso ad assalire Calbo, nobile capo di quel popolo. Quest'ultimo si trovava con un grosso esercito davanti alle mura di quella città presa pochi giorni prima. Mandati avanti i soldati armati alla leggera per provocare il nemico, permise alla cavalleria di saccheggiare i campi limitrofi. Seguirono di lì a poco una serie di scontri tra i due schieramenti, in condizioni di reciproco terrore, mentre Asdrubale decise di fortificarsi su di un colle abbastanza difeso. Nei combattimenti a cavallo i Numidi furono inferiori agli Iberi, che superarono anche i Mauri nel tiro del giavellotto. Quando i Tartessi si accorsero di non poter assaltare il campo fortificato di Asdrubale, decisero di assaltare la vicina città di Ascua, dove il comandante cartaginese aveva raccolto frumento ed altri approvvigionamenti. Asdrubale decise allora di passare al contrattacco, poiché aveva notato che erano privi di disciplina. Molti di loro perirono nello scontro successivo e solo pochi, forzando il passo, riuscirono a trovare scampo tra le selve e i monti. Anche il vicino accampamento venne occupato e il giorno seguente tutto il resto di quella popolazione, si arrese ai Cartaginesi.
Dopo aver avuto la notizia della vittoria di Canne, Asdrubale aveva ricevuto l'ordine di portare l'esercito in Italia appena gli fosse stato possibile. Quando questa notizia si diffuse tra le popolazioni della penisola iberica, quasi tutte le popolazioni si volsero in favore dei Romani. Venuto a conoscenza della situazione e resosi conto che, nel caso avesse abbandonato la Spagna, i Cartaginesi avrebbero rischiato di perdere tutti i loro possedimenti nella penisola iberica, inviò dei messi in Africa affinché inviassero un suo successore prima della partenza.

### 215 a.C.
Venne così inviato in Spagna Imilcone, con truppe regolari e una flotta più numerosa, per difendere la provincia cartaginese. Giunto presso Asdrubale, quest'ultimo, dopo aver imposto alle popolazioni sottomesse di pagare un tributo per permettergli di comprare il diritto di passaggio nel territorio dei Galli (come aveva fatto un paio d'anni prima il fratello, Annibale), partì, discendendo il fiume Ebro. Quando i due Scipioni, che erano impegnati nell'assedio di Ibera, seppero di questi avvenimenti, lasciarono da parte ogni altra impresa e concentrarono le loro truppe per sbarrare la strada ad Asdrubale. La battaglia di Dertosa (presso Amposta o Sant Carles de la Ràpita) si concluse con una netta vittoria dei Romani e Asdrubale dovette ripiegare rinunciando a marciare in aiuto di Annibale in Italia. Questa sconfitta cartaginese influì anche sulla campagna annibalica in Italia, rendendo impossibile l'ulteriore invio di rinforzi nella penisola. Era previsto infatti l'invio ad Annibale attraverso il porto di Locri di un esercito al comando del fratello Magone forte di 12 000 fanti, 1 500 cavalieri, venti elefanti, mille talenti d'argento e 60 navi, ma la grave sconfitta di Asdrubale che faceva temere un crollo delle posizioni puniche in Spagna, costrinse il senato cartaginese a dirottare queste forze; Magone quindi venne inviato nella penisola iberica per aiutare il fratello Asdrubale e fermare l'avanzata di Gneo e Publio Scipione.
Alla fine dell'estate, giunse dai due Scipioni una lettera al Senato di Roma, nella quale venivano descritti i loro successi ottenuti nella penisola iberica, aggiungendo che mancava però il denaro necessario per far fronte alle paghe ai soldati, oltre agli indumenti e al grano per l'esercito e i marinai alleati. Si faceva presente che, riguardo agli stipendia dei soldati, essi avrebbero provveduto facendoseli prestare dalle popolazioni ispaniche alleate, mentre per tutto il resto, il Senato avrebbe dovuto intervenire quanto prima, perché altrimenti non si sarebbero potuti mantenere né l'esercito né la provincia. Letta pubblicamente la lettera, tutti riconobbero la necessità di inviare i dovuti aiuti in Hispania. La difficoltà risiedeva nel fatto di:
(Livio, XXIII, 48.6-8.)
Venne allora comunicata a Roma la necessità di sostenere queste spese col credito, dando in appalto ai privati le forniture necessarie per l'esercito in Spagna, col patto che fossero i primi ad essere pagati, non appena l'aerarium avesse avuto il denaro necessario. L'appalto alla fine venne preso da tre compagnie di diciannove persone ciascuna, che ottennero per i servigi prestati alla Res publica l'esonero dal servizio militare e l'assicurazione che il trasporto delle forniture via mare sarebbe stato a totale rischio dello Stato, sia in caso di naufragio, sia per eventuale sottrazione da parte del nemico.
Quando questi approvvigionamenti giunsero in Spagna, la città di Iliturgi (nei pressi della moderna Mengíbar), che era passata dalla parte dei Romani, venne attaccata da Asdrubale, Magone e Annibale (figlio di Bomilcare). I due Scipioni però intervennero, riuscendo ad ottenere una determinante vittoria per la fine di quell'anno, tanto che Livio riferisce: «allora quasi tutte le popolazioni della Spagna passarono dalla parte dei Romani».

### 214 a.C.
E mentre continuava la logorante guerra in Italia, la campagna in Spagna aveva assunto un ruolo sempre più importante. La Hispania Ulterior si sarebbe ribellata ai Romani se Gneo e suo fratello Publio Cornelio Scipione non avessero oltrepassato l'Ebro, per incoraggiare gli animi incerti. I Romani inizialmente posero il loro accampamento presso Castrum Album (Alicante), famosa località per una cocente sconfitta rimediata in passato da Amilcare il Grande. La rocca era fortificata. In essa i Romani vi avevano posto importanti riserve di grano, tuttavia erano stati sorpresi dalla cavalleria nemica e 2 000 di loro erano stati uccisi. Fu così che si erano ritirati, accampandosi presso il "monte della Vittoria". Qui giunsero i due Scipioni con l'esercito al gran completo. Contemporaneamente Asdrubale Giscone con un esercito completo si posizionò al di là del fiume, di fronte all'accampamento romano. Livio racconta che Publio, partito per un giro d'ispezione, venne sorpreso da un contingente nemico, che lo costrinse a rifugiarsi su un'altura e, se non fosse stato per il pronto intervento del fratello Gneo, sarebbe stato pesantemente sconfitto. In questo stesso periodo Castulo, che aveva dato i natali alla moglie di Annibale, passò dalla parte dei Romani. Intanto i Cartaginesi si apprestarono ad assediare Iliturgi, dove si trovava un presidio romano dall'anno precedente. Si racconta che Gneo Scipione, partito in soccorso dei suoi con una legione, passò in mezzo a due accampamenti nemici, facendone grande strage e riuscendo a penetrare all'interno di Iliturgi; il giorno seguente ci fu una nuova battaglia, al termine della quale rimasero uccisi ben 12 000 nemici. Vennero inoltre fatti prigionieri più di mille uomini e vennero sottratte 36 insegne nemiche. Così i Cartaginesi si ritirarono da Iliturgi e si recarono a Bigerra (forse l'odierna Bogarra), nel territorio degli Oretani, anch'essa alleata dei Romani. E anche questa volta l'intervento di Gneo Scipione pose fine all'assedio senza dover combattere.
I Cartaginesi, dopo questo ennesimo scontro, preferirono trasferire i propri accampamenti nei pressi di Munda (l'odierna Montilla) e i Romani li seguirono. Anche in questa occasione scoppiò una nuova battaglia che durò per quattro ore circa. L'esito finale rimase incerto poiché Gneo rimase ferito al femore e i Romani preferirono ritirarsi. Sembra che al termine della battaglia siano stati uccisi 12 000 uomini tra le file cartaginesi, oltre a quasi 3 000 prigionieri e catturate 57 insegne. A questo punto i Cartaginesi preferirono ritirarsi a Orongi (Aurinx, probabilmente posizionata tra Monclova e Jimena de la Frontera), dove i Romani li inseguirono per incalzarli mentre erano ancora terrorizzati per la sconfitta subita. Anche qui vi fu una nuova battaglia che vide Scipione uscire vittorioso.
E poiché la situazione in Spagna sembrava ormai favorevole ai Romani, negli stessi si manifestò un senso di vergogna per non essere stati in grado di liberare Sagunto, ormai in potere dei Cartaginesi da quasi otto (sei?) anni. Fu così che i Romani si diressero verso questa città e la liberarono dal presidio cartaginese, restituendole l'antica libertà. In seguito i Romani sottomisero i Turdetani, che avevano provocato la guerra tra i Saguntini e i Cartaginesi, e li vendettero come schiavi distruggendo la loro città.

### 213 a.C.
I due Scipioni, Publio e Gneo, ora che la situazione volgeva a loro favore in Spagna, dopo che erano stati recuperati molti tra vecchi e nuovi alleati, estesero la loro speranza anche all'Africa. Il re della Numidia era Siface, che da amico si era trasformato in nemico dei Cartaginesi. Gli Scipioni gli inviarono tre centurioni come ambasciatori con l'incarico di stringere un'alleanza, invitandolo a continuare la sua guerra contro Cartagine e promettendogli importanti compensi. Le proposte romane furono accolte con benevolenza dal re che, accortosi di quanto fosse ignorante nella disciplina militare, chiese a uno dei tre centurioni, Quinto Statorio, di rimanere come istruttore per le sue truppe, come buono e fedele alleato. Egli sosteneva che i Numidi fossero abili come cavalieri ma deboli come fanteria.
Come segno di amicizia verso i Romani, inviò loro alcuni ambasciatori, insieme ai due centurioni, per siglare un patto di alleanza con gli Scipioni. Spinse quindi alla defezione quei Numidi che, come ausiliari, erano di servizio in alcune guarnigioni cartaginesi. Contemporaneamente Statorio, iniziò l'arruolamento di molti giovani come soldati di fanteria e, dopo averli organizzati in modo analogo ai Romani, li sottopose a manovre e istruzioni militari come quella di seguire le insegne. In breve tempo il re si trovò a poter fare affidamento sulla nuova fanteria tanto quanto sulla cavalleria, sentendosi pronto ad affrontare i Cartaginesi in una battaglia campale. L'arrivo degli ambasciatori numidi in Spagna fece sì che si moltiplicassero le defezioni. Quando i Cartaginesi vennero a sapere dell'alleanza tra Siface e i Romani, inviarono subito a Gala, che regnava sull'altra parte della Numidia tra i Massili (nell'attuale regione di Costantina), dei loro ambasciatori per stabilirvi una nuova alleanza.
Gala aveva un figlio di diciassette anni, Massinissa, di una tale indole che già allora appariva come colui che avrebbe ampliato i domini del regno del padre. I Cartaginesi informarono Gala del fatto che, i Romani e Siface avrebbero potuto, ora che erano alleati, combattere insieme sia in Spagna, sia in Africa, con grave danno per tutte le altre genti africane. Era necessario, pertanto, contrastare questa crescente potenza su entrambi i fronti. Fu facile persuadere Gala a inviare un esercito, poiché il figlio Massinissa insisteva nel chiedere quella guerra. Poco dopo, infatti, Siface fu sconfitto in una grande battaglia in Africa, dai Cartaginesi e dalle truppe guidate dal giovane Massinissa. Si dice che caddero ben 30 000 uomini. Siface allora con pochi cavalieri si rifugiò presso i Numidi Maurusi, che abitavano le estreme regioni dell'Africa, vicino alle spiagge dell'oceano, di fronte a Gades. Qui egli riuscì a radunare nuovamente un grosso esercito e passò con esso in Spagna. Contemporaneamente Massinissa, giunse anch'egli nella penisola iberica, pronto a contrastare Siface senza l'aiuto dei Cartaginesi.
Intanto i due Scipioni riuscirono a convincere la gioventù dei Celtiberi a stare dalla loro parte, alle stesse condizioni pattuite con i Cartaginesi. Inviarono, inoltre, 300 nobilissimi cavalieri spagnoli in Italia per convincere i connazionali, che militavano tra i mercenari dell'esercito cartaginese, a passare dalla parte dei Romani. Secondo poi quanto racconta Livio, questo fu l'anno in cui, per la prima volta, soldati mercenari soggiornarono negli accampamenti romani.

### 212 a.C.[100]/211 a.C.:[101]morte dei due Scipioni

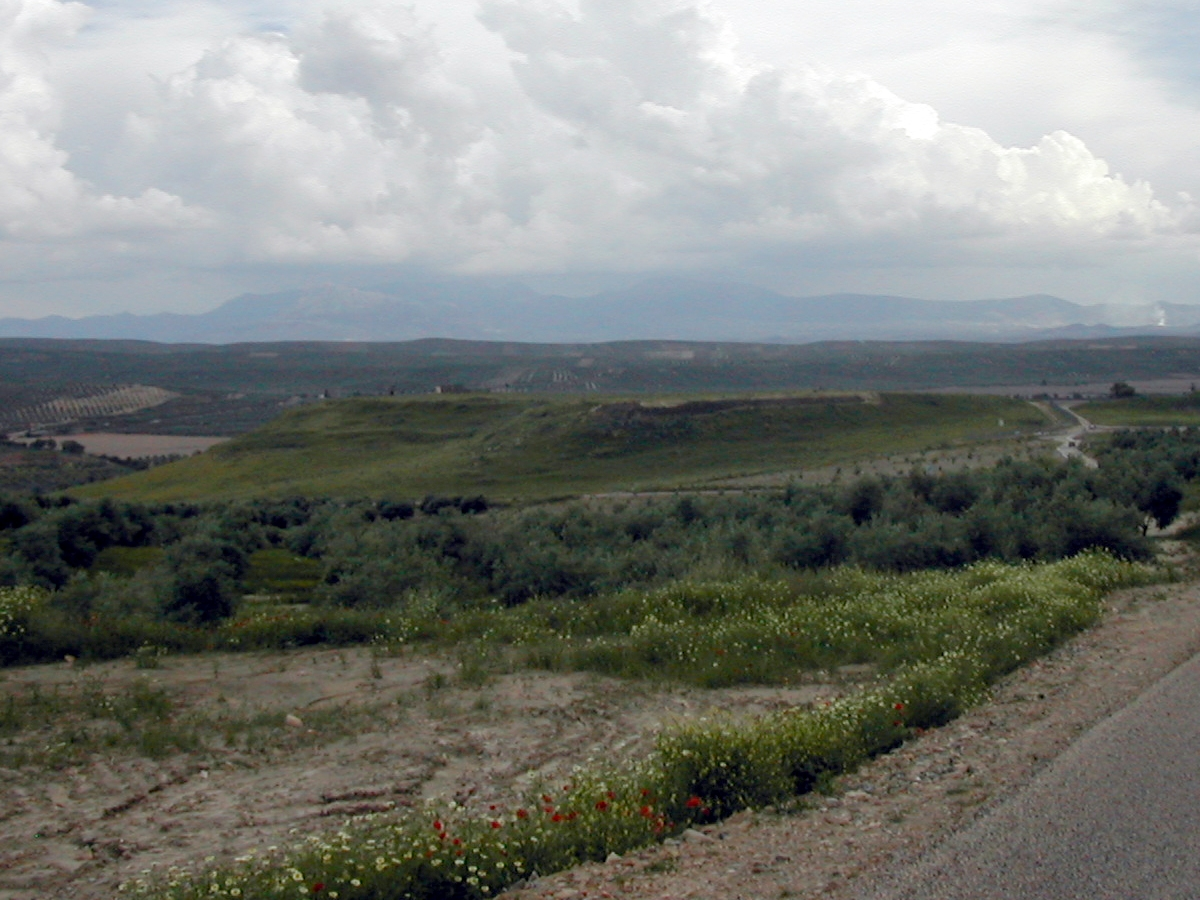
La città romana di Castulo (oggi Linares) nei pressi della quale si ebbe uno scontro tra Romani e Cartaginesi

I comandanti romani decisero di intraprendere una campagna decisiva nel tentativo di porre fine alla guerra in Spagna. Per questo gli Scipioni ritenevano di essere dotati di forze sufficienti, avendo arruolato nel corso dell'inverno oltre ventimila celtiberi, da aggiungere alle forze romano-italiche. Fu così che riunirono i loro eserciti dopo essere usciti dai quartieri d'inverno (hiberna). I Cartaginesi avevano disposto le loro truppe in tre armate principali: le forze comandate da Asdrubale Barca, quelle guidate da Magone e quelle dell'altro Asdrubale, figlio di Giscone, che si trovavano a circa cinque giorni di marcia dai Romani. Asdrubale Barca era più vicino, accampato presso la città di Amtorgi. Gli Scipioni ritenevano di avere forze superiori a quelle di Asdrubale, per questo motivo erano decisi ad attaccarlo per primo. Volevano, tuttavia, evitare di spaventare gli altri due comandanti punici poiché in caso di vittoria romana, Magone e il collega non si ritirassero in luoghi impervi iniziando una sorta di interminabile guerriglia. Fu così deciso di dividere l'esercito romano in due armate. La prima, composta da due terzi dell'esercito, era guidata da Publio Cornelio e doveva attaccare Magone e Asdrubale Giscone; le forze romane rimanenti, rinforzate dai Celtiberi, dovevano muovere contro Asdrubale Barca. Tutto l'esercito si diresse prima verso il campo di Amtorgi poi, mentre Gneo vi si fermava, Publio continuò la marcia per raggiungere Magone e Asdrubale Giscone.
Quando Asdrubale si accorse che l'esercito romano di Gneo Scipione era di scarsa consistenza rispetto ai propri alleati celtiberi, riuscì a convincere questi ultimi a ritirarsi dal campo romano, facendo ritorno alle loro abitazioni. Scipione, trovatosi improvvisamente in grave svantaggio numerico, non potendo né combattere né ricongiungersi al fratello iniziò una lenta ritirata cercando di non offrire facili occasioni di attacco ai Cartaginesi che lo seguivano. Contemporaneamente Publio Cornelio Scipione era assillato da un pericolo altrettanto grande e nuovo. Asdrubale gli aveva scatenato contro la cavalleria numidica del giovane alleato Massinissa. Il principe numida non lasciò tregua al comandante romano, impedendo che i suoi soldati si allontanassero dal campo in cerca di foraggio, cibo e legna, né di giorno né di notte. I Romani si trovavano così sotto assedio. Publio Scipione allora, incitando i suoi ed esponendosi dove più aspra era la mischia, venne colpito e cadde esanime da cavallo. Morto il comandante romano, i Romani si diedero alla fuga generale e nessuno sarebbe sopravvissuto se non fosse giunta la notte.
I Cartaginesi non persero tempo, cercando di trarre il massimo profitto da quella fortunata circostanza. Dopo un breve riposo, a marce forzate si ricongiunsero alle forze di Asdrubale Barca, nella certezza di poter concludere la guerra. Gneo Cornelio, pur non avendo ancora avuto notizia della disfatta subita dagli uomini di Publio, notò che i nemici erano aumentati notevolmente di numero e suppose il peggio. Gneo allora, pieno di ansia anche per la sorte del fratello, decise che la miglior soluzione fosse quella di ritirarsi quanto gli era possibile. All'alba, quando i Cartaginesi si accorsero che i Romani erano partiti, ancora una volta mandarono avanti i Numidi di Massinissa ad attaccare la colonna romana. Alla fine Scipione dovette fermare la marcia e si attestò su una collinetta brulla e spoglia (non lontano dall'antica città di Ilorci o Ilorca, l'attuale Lorca) dove i Romani riuscirono, almeno inizialmente, a difendersi dagli attacchi di Massinissa. Pensando a quando ai Numidi si sarebbero aggregati altri tre interi eserciti dei comandanti cartaginesi, Scipione capì che per i Romani ci sarebbero state scarse possibilità di difesa. Iniziò a considerare la possibilità di creare una trincea per difendersi dal nemico.

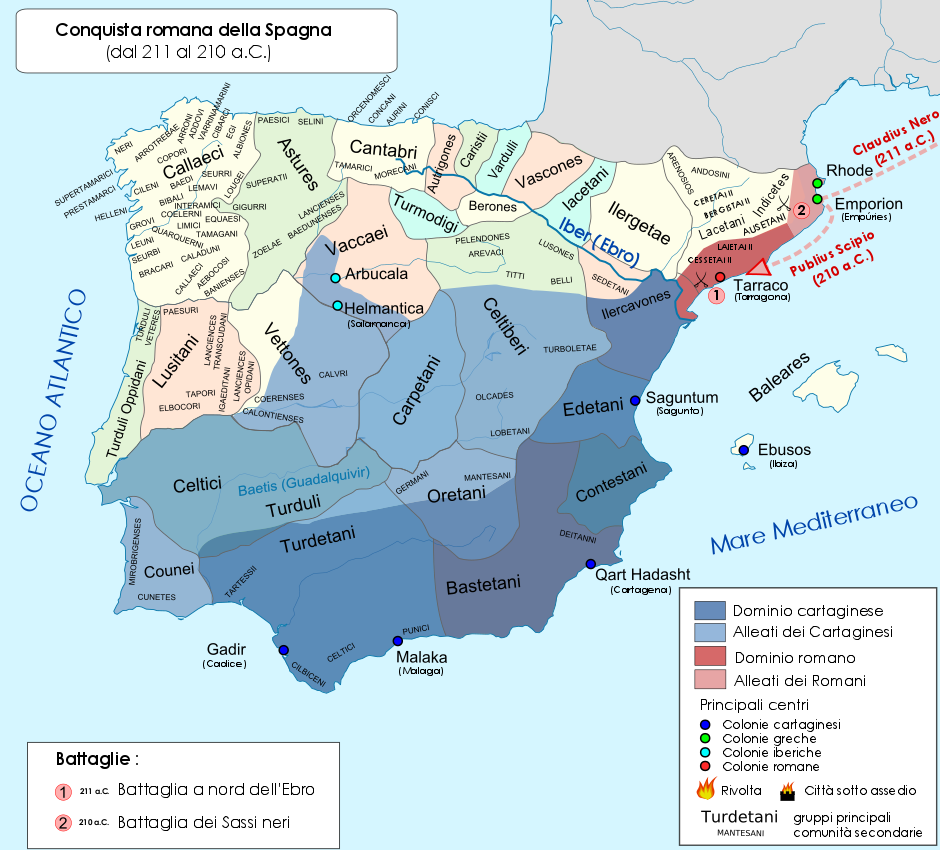
I Romani si difendono in Spagna (dal 211 al 210 a.C.), dopo la sconfitta e morte dei due Scipioni.

L'attacco contemporaneo dei tre eserciti cartaginesi che ne seguì, costrinse i soldati romani a retrocedere e a darsi alla fuga. Molti furono uccisi, ma la maggior parte trovò rifugio nel vecchio campo di Publio Cornelio che era presidiato da Tiberio Fonteio. Gneo però rimase ucciso nello scontro. E quando parevano perduti gli eserciti e perduta la Spagna, un uomo solo risollevò la disperata situazione. Si trattava di Lucio Marcio Settimo che, una volta eletto generale dalle truppe, grazie all'esperienza raccolta sotto Gneo Scipione, riuscì a raccogliere le disperse forze romane, a ricongiungersi al presidio di Tiberio Fonteio e a guidare i Romani oltre l'Ebro dove fortificarono gli accampamenti e vi trasportarono i rifornimenti. Anche Sagunto risultava perduta. All'avvicinarsi di Asdrubale Giscone, i Romani, in preda all'ira e al furore, assalirono il nemico incauto che avanzava in schiere disordinate e lo misero in fuga, compiendo una tremenda strage.
I Cartaginesi, come videro che nessuno li inseguiva, rientrarono al loro campo, sottovalutando le forze avversarie che ritenevano i semplici resti di due eserciti pesantemente sconfitti. Marcio, fatte le debite esplorazioni e notando una scarsa vigilanza da parte dei Cartaginesi, si preparò a dare un nuovo assalto agli accampamenti nemici, dopo aver arringato le truppe (adlocutio). La battaglia che ne seguì vide l'armata romana occupare due accampamenti cartaginesi, dopo aver compiuto una terribile strage del nemico. Marcio in una notte e un giorno fu padrone di entrambi gli accampamenti cartaginesi, venendo acclamato dux. Le numerose fonti citate da Tito Livio evidenziano una netta vittoria romana oltre alla conquista di un enorme bottino. Fra gli oggetti predati vi era anche lo scudo d'argento del peso di 137 libbre (quasi 45 chilogrammi) con l'effigie di Asdrubale Barca. Questo trofeo, denominato scudo Marzio, rimase sul Campidoglio fino all'incendio del tempio. Dopo questo successo, peraltro messo in dubbio da parte di alcuni storici moderni, sembra che le cose in Spagna si calmarono per qualche tempo, poiché entrambe le parti esitavano a compiere una prima mossa, dopo tante disfatte subite e prodotte alla parte avversa.

### 211 a.C.: Nerone inHispania
Morti il padre e lo zio del futuro "Africano" il possesso della Spagna sarebbe verosimilmente andato perduto senza l'iniziativa di Lucio Marcio, che riuscì a riorganizzare i reparti sopravvissuti alla disfatta e fermare l'avanzata cartaginese, ottenendo un'insperata vittoria nelle battaglie del Baetis superiore. Una nuova spedizione romana venne inviata in Spagna sotto il comando di Gaio Claudio Nerone, dopo la resa di Capua. Nerone ebbe l'incarico di scegliere dalle due legioni che aveva comandato, 6 000 fanti e 300 cavalieri oltre ad un numero pari di fanti e 800 cavalieri dai contingenti alleati. Partito da Pozzuoli, giunse con la flotta a Tarraco, dove sbarcò, mise le navi in secca e armò, per aumentare le sue forze, anche i marinai alleati. Ricevette in consegna l'esercito da Tiberio Fonteio e Lucio Marcio Settimo. Scullard ritiene che, poiché Claudio Nerone aveva per lungo tempo militato in Italia sotto la prudente strategia di Fabio, il governo romano mirasse in Spagna ad una strategia difensiva.

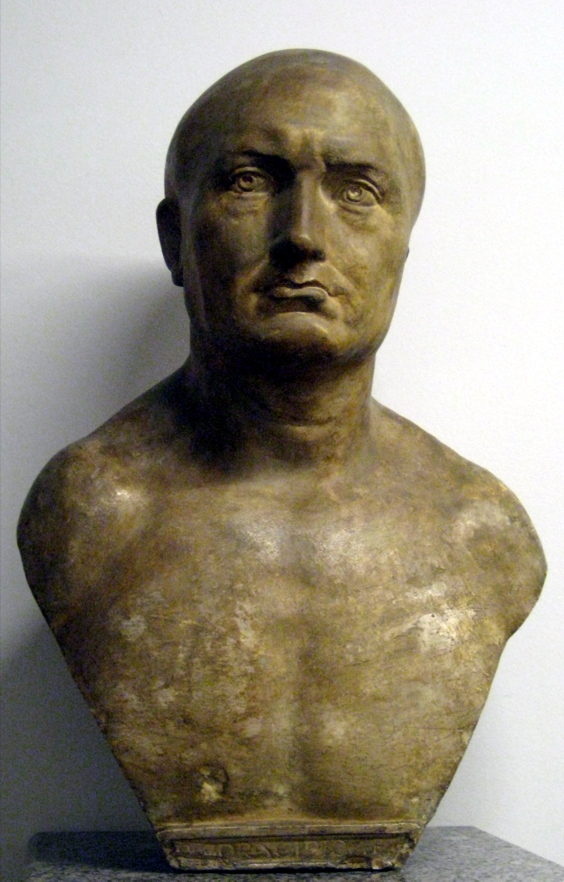
Busto di Scipione l'Africano, che ottenne il comando romano delle operazioni in Spagna alla fine del 210 a.C.

### 210 a.C.: Scipione inHispania
Nerone partì all'inizio della nuova stagione militare per il fiume Ebro, da dove accelerò la marcia contro il nemico cartaginese. Asdrubale aveva posto il proprio campo ai "Sassi Neri", nel territorio degli Ausetani, tra le città di Iliturgi e Mentissa. Nerone, giunto in prossimità dell'esercito nemico, occupò l'imboccatura del passo. Il comandante cartaginese, essendogli stata chiusa la via per la ritirata, inviò degli ambasciatori con l'incarico di promettere che, se Nerone gli avesse permesso di andarsene, egli avrebbe portato via dalla Spagna tutto l'esercito cartaginese. Nerone accolse con grande favore questa proposta, ma Asdrubale, molto astutamente, mise in atto un piano che prevedeva, mentre si trattavano i dettagli della ritirata con il comandante romano, di mettere in salvo l'intero esercito da quella stretta gola, durante le notti successive e lungo ogni via possibile, nel silenzio più totale e attraverso una serie di scorciatoie strette ed impervie. Quando quasi tutta la fanteria era ormai al sicuro, lontana da quello stretto passo, all'alba di una nuova mattina, anche Asdrubale, approfittando di una fitta nebbia, uscì subito dal campo con la cavalleria e gli elefanti e si mise in salvo. Verso l'ora quarta, quando il sole disperse la nebbia, i Romani si accorsero che l'accampamento nemico era vuoto. Finalmente Claudio Nerone, riconoscendo l'inganno di Asdrubale, si predispose ad attaccare battaglia, mettendosi ad incalzare il nemico che fuggiva e si rifiutava di combattere. Tuttavia, fra la retroguardia dei Cartaginesi e l'avanguardia dei Romani si accesero alcuni brevi scontri che però non ebbero esiti determinanti ai fini della guerra. Nerone aveva fallito.
Intanto le popolazioni della Spagna avevano deciso di non tornare dalla parte dei Romani, né quelle che dopo la sconfitta degli Scipioni si erano allontanate, né altre nuove. A Roma il senato e il popolo, deliberarono di accrescere le forze militari e di mandare in Spagna un nuovo comandante. Si era, tuttavia, perplessi su chi mandare. Una cosa era certa: il nuovo generale destinato a succedere a due valorosissimi comandanti come gli Scipioni, doveva essere scelto con grandissima cura. La politica puramente difensiva in Spagna non avrebbe giovato alla guerra che si combatteva in Italia. Si ritenne, pertanto, necessario un ritorno alla strategia offensiva degli Scipioni. Era quindi necessario trovare la persona capace di condurla, e «chi era più adatto a vendicare gli Scipioni del figlio di Publio, il futuro vincitore di Annibale?»

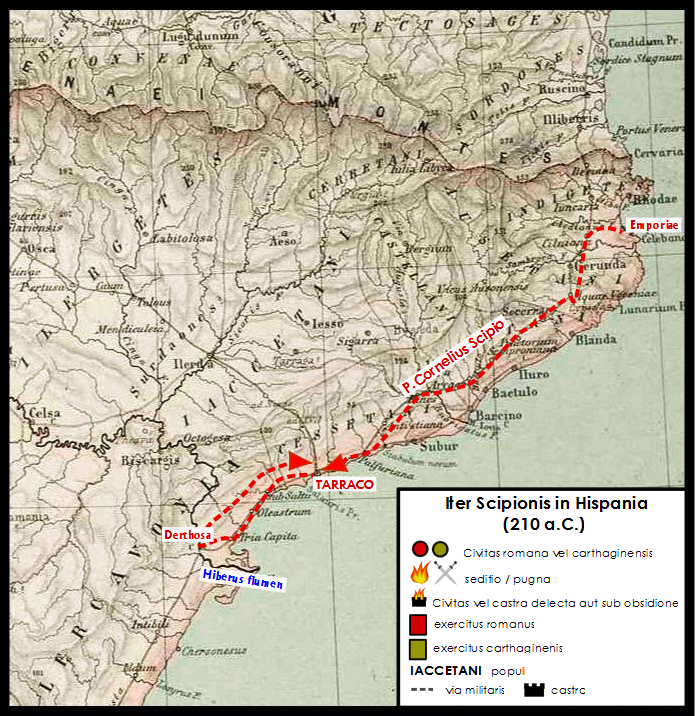
Marcia di Scipione in Spagna nel 210 a.C.

Alla fine la spuntò Publio Scipione (il giovane, il futuro Africano), che giunse in Hispania verso la fine dell'anno 210 a.C., come cittadino privatus anche se investito dell'imperium proconsolare, accompagnato dal propretore Marco Giunio Silano e dal suo fidato compagno d'arme, Gaio Lelio. Alle forze rimaste in Spagna dell'antico esercito, oltre a quelle che Nerone vi aveva portato dall'Italia l'anno precedente, furono aggiunti altri 10 000 fanti e 1 000 cavalieri, che andarono così a costituire un esercito complessivo di 30 000 uomini. Scipione, accompagnato da una flotta di trenta navi, tutte quinqueremi, partì dalle foci del Tevere, percorse il litorale dell'Etruria, il golfo Gallico fino ai Pirenei, per sbarcare alla città greca di Emporiae, i cui abitanti erano di origine focese. Da qui, dopo aver ordinato che le navi lo seguissero parallelamente lungo la costa, partì a piedi per Tarraco (Tarragona) dove radunò tutti gli alleati, che lo avevano raggiunto da tutta la provincia alla notizia del suo arrivo. Qui ordinò di tirare in secco le navi, restituendo quattro triremi degli abitanti di Massalia, che gli avevano fatto da scorta d'onore. Agli ambasciatori degli alleati, smarriti e incerti sul da farsi, rispose con tono sereno, sicuro e persuasivo, tipico del suo carattere.
Decise quindi di partire da Tarraco per visitare le città alleate e i quartieri d'inverno dell'esercito (hiberna), lodando il valore dei soldati che, malgrado due gravi sconfitte, avevano mantenuto il possesso della provincia, respingendo il nemico cartaginese a sud del fiume Ebro e proteggendo le popolazioni alleate. Accompagnava Scipione quel Marcio che si era distinto con grande onore negli anni precedenti. Sostituì quindi il comando di Nerone con Silano, mentre la nuova armata era condotta nei quartieri d'inverno. Dopo aver ispezionato e organizzato i territori a nord del fiume, si ritirò a Tarragona per elaborare il piano d'attacco dell'anno successivo.
Frattanto i Cartaginesi avevano diviso le loro forze in tre parti e avevano posizionato i propri accampamenti invernali come segue: l'esercito di Asdrubale Barca era accampato nei pressi di Sagunto, non molto distante dal fiume Ebro; l'esercito di Asdrubale, figlio di Giscone, si trovava sul mare, a Gades, l'odierna Cadice; e l'esercito di Magone, nell'entroterra nei pressi di Castulo in Oretania (lungo la strada che attualmente conduce da Linares a Torreblascopedro).

### 209 a.C.: la presa diNova Carthago

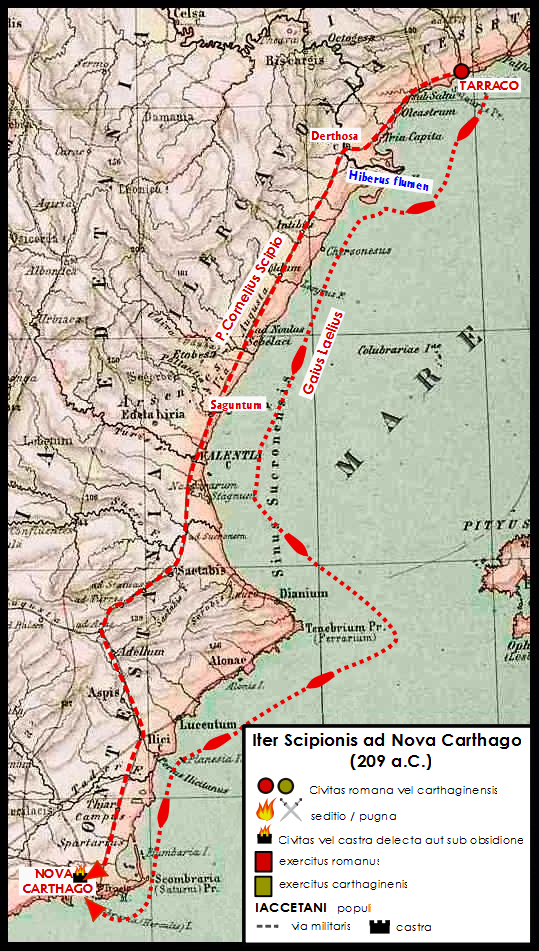
Marcia di Scipione (il futuro africano) da Tarraco a Nova Carthago in Spagna nel 209 a.C.

Dopo aver trascorso l'intero inverno del 210/209 a.C. a preparare la sua prima azione in Iberia, studiando mappe e percorsi da seguire, con il proposito di colpire il cuore delle forze nemiche in una delle più audaci azioni della storia militare romana, il comandante romano partì alla volta di Nova Carthago, all'insaputa dell'intero esercito ad esclusione del solo e fidato Gaio Lelio. Questa importante fortezza racchiudeva la maggior parte delle risorse monetarie cartaginesi (vista la sua vicinanza ad alcune miniere di argento), oltre a materiale bellico in abbondanza e numerosi ostaggi di molte delle popolazioni della Spagna. Il suo porto era, inoltre, uno dei migliori del Mediterraneo occidentale, permettendo così a Scipione di avere un'ottima base di partenza per la conquista del sud.
Messe in mare, quindi, le navi da guerra e convocati i contingenti alleati a Tarragona, ordinò che la flotta militare, comprese le navi da carico si radunassero presso le foci dell'Ebro. Poi ordinò che anche le legioni abbandonassero i quartieri d'inverno e si concentrassero presso la foce del fiume. Decise quindi di partire insieme a 5 000 alleati da Tarragona, e di raggiungere le sue truppe. Una volta raggiunto il suo esercito, convocò l'assemblea con l'intenzione di rivolgere un discorso (adlocutio) soprattutto ai veterani superstiti delle precedenti sconfitte e ricordò loro che:
(Livio, XXVI, 41.3-5.)
Dopo aver acceso l'animo dei suoi soldati con questo primo discorso, Scipione lasciò Marco Giunio Silano con 3 000 fanti e 300 cavalieri a presidiare la provincia e condusse oltre l'Ebro il resto dell'esercito, composto da 25 000 fanti e 2 500 cavalieri. E benché molti ritenessero opportuno assalire l'esercito cartaginese più vicino, visto che il nemico era stato diviso in tre regioni molto lontane l'una dall'altra, Scipione, credendo che fosse pericoloso rischiare di affrontare con un solo esercito, uno con forze pari a tre volte tanto, preferì dirigersi contro Cartagena (Nova Carthago), la città cartaginese più importante in Spagna. Base operativa, nodo di comunicazione diretto con Cartagine, città colma di ricchezze e ampio deposito bellico, poiché qui erano conservate le armi, il denaro e gli ostaggi di tutta la Spagna,
Nova Carthago era difesa soltanto da una piccola guarnigione, poiché i Cartaginesi, dominatori della penisola iberica che si affaccia sul Mediterraneo, ritenevano che la città fosse inespugnabile per la conformazione fisica del luogo e le massicce mura difensive. Scipione, consapevole non solo della sua importanza economica, ma anche delle implicazioni psicologiche che la sua presa avrebbe generato, si preparò meticolosamente ad assaltarla. Nessuno, a parte Gaio Lelio, era a conoscenza del piano di Scipione. Egli aveva ricevuto l'ordine di navigare lungo la costa ad una velocità tale che la flotta romana giungesse nel porto della capitale spagnola dei Cartaginesi, nello stesso momento in cui Scipione giungeva con l'esercito da terra. Sette giorni dopo i Romani raggiunsero Cartagena contemporaneamente via terra e via mare, e posero gli accampamenti (castra aestiva) in quel settore della città che guarda a settentrione.

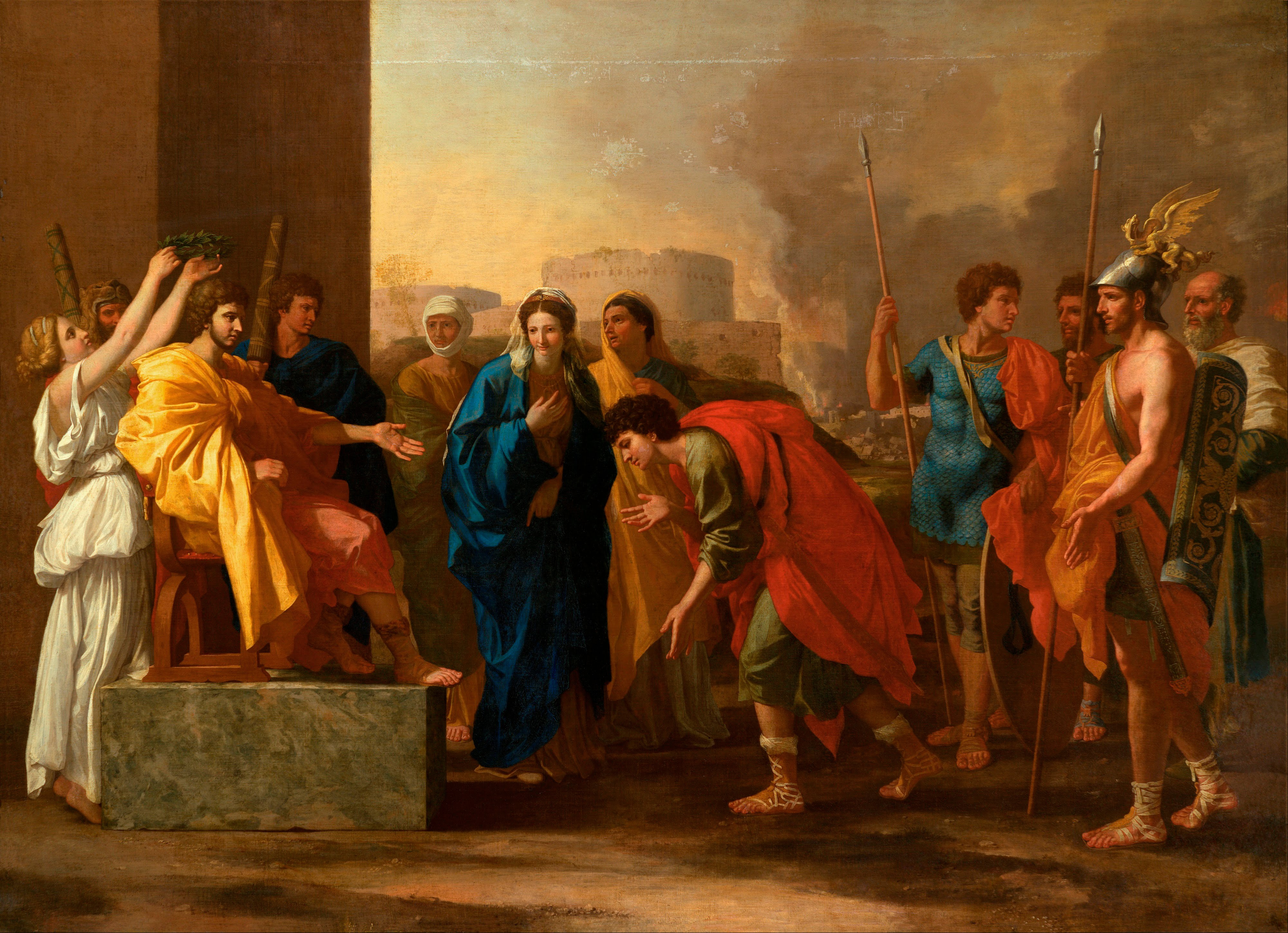
Nicolas Poussin, "La clemenza di Scipione" (Museo Puškin delle belle arti, Mosca) dopo l'assedio di Cartagena.

La capitale punica in Iberia era difesa da poche truppe, comandate da un certo Magone, che dovette arrendersi al superiore esercito romano, consegnando dunque la città ai Romani. Publio Scipione ritornò a Tarraco prima che Asdrubale potesse abbandonare il suo accampamento sull'Ebro. Livio racconta, infatti, che, una volta partito da Nova Carthago, Scipione fu continuamente visitato da molte delegazioni durante il cammino. Ad alcune diede appuntamento a Tarraco, dove aveva stabilito un convegno, sia per i nuovi, sia per gli antichi alleati. Qui si radunarono quasi tutte le popolazioni che abitavano a nord del fiume Ebro, ma anche molte dei territori a sud.
Frattanto i comandanti cartaginesi, inizialmente cercarono di nascondere le voci della presa di Nova Carthago, ma poi, poiché il fatto era troppo evidente, cercarono di sminuirne la portata, sostenendo che:
(Livio, XXVI, 51.12-14.)

### 208 a.C.:Baecula

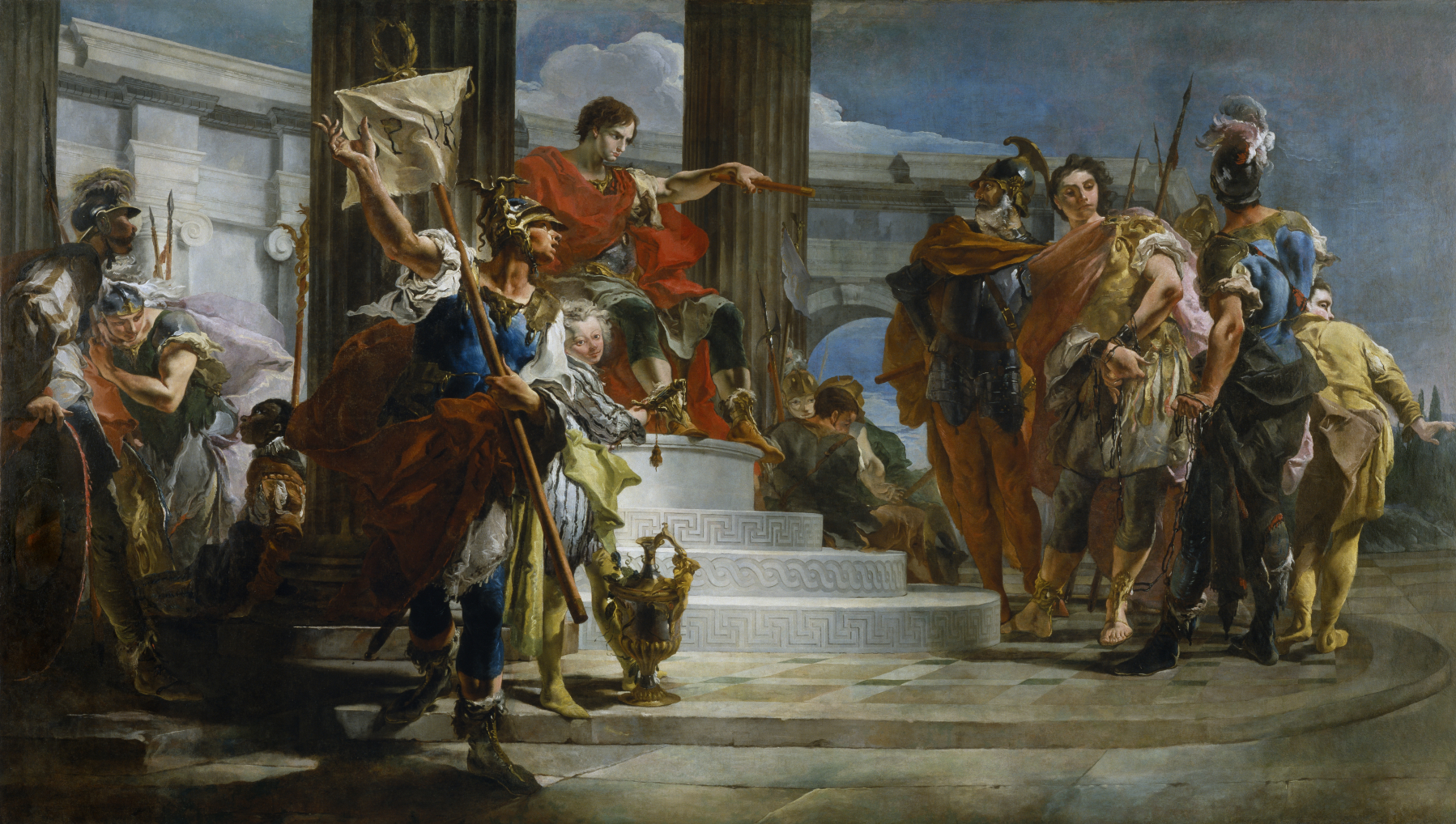
Giambattista Tiepolo, "Scipione l'Africano libera Massiva" (Walters Art Museum, Baltimora) dopo la vittoriosa battaglia di Baecula

Intanto i tre eserciti cartaginesi avevano preferito abbandonare la costa orientale della Spagna senza combattere e si erano posizionati a sud e all'interno. Scipione disponeva ora di una base nel meridione per permettergli ora di condurre una nuova offensiva nella Hispania Baetica.
Con la primavera del 208 a.C., il comandante romano avanzò verso sud e si scontrò con l'esercito di Asdrubale Barca (inizialmente acquartierato presso Castulo in Oretania), presso Santo Tomé nel villaggio di Baecula, dove ebbe luogo una battaglia campale. Qui Scipione ottenne una nuova vittoria, ma strategicamente l'azione del generale romana fu un parziale fallimento e venne aspramente criticata in senato, soprattutto dalla fazione di Fabio Massimo. In effetti nonostante le vittorie, Scipione non riuscì ad impedire che Asdrubale Barca organizzasse un nuovo grande corpo di spedizione con il quale sfuggì al controllo dei Romani e intraprese, verso la fine del 208 a.C., una seconda invasione dell'Italia attraverso i Pirenei e le Alpi per accorrere in aiuto di Annibale. Lo Scullard invece minimizza le responsabilità di Scipione, ritenendo che fosse impossibile bloccare tutti i passi dei Pirenei, e che egli avesse come obbiettivo principale la sottomissione della Spagna, non quello di abbandonarla agli altri due eserciti cartaginesi presenti nel sud del suo territorio.

### 207 a.C.
Dopo la partenza di Asdrubale Barca per l'Italia, vennero inviati in Spagna dei rinforzi sotto il comando di Annone, il quale insieme a Magone Barca iniziò a reclutare nuove truppe mercenarie in Celtiberia. A metterli in difficoltà fu Marco Silano, il quale riuscì a catturare Annone, mentre Magone riuscì a metterlo in fuga per unirsi ad Asdrubale Giscone a Cadice. Era giunto il momento per Scipione di spingersi a sud, nella speranza di portare a termine la conquista della Spagna cartaginese, ma Asdrubale si rifiutava di combattere. Egli aveva adottato una strategia di logoramento simile a quella di Fabio Massimo, dislocando il suo esercito in numerose città. Il comandante romano però non cadde nel tranello, sprecando tempo prezioso in una guerra di assedi, anche se il fratello Lucio riuscì a conquistare la ricca e importante città di Orongis.

### 206 a.C.: Ilipa

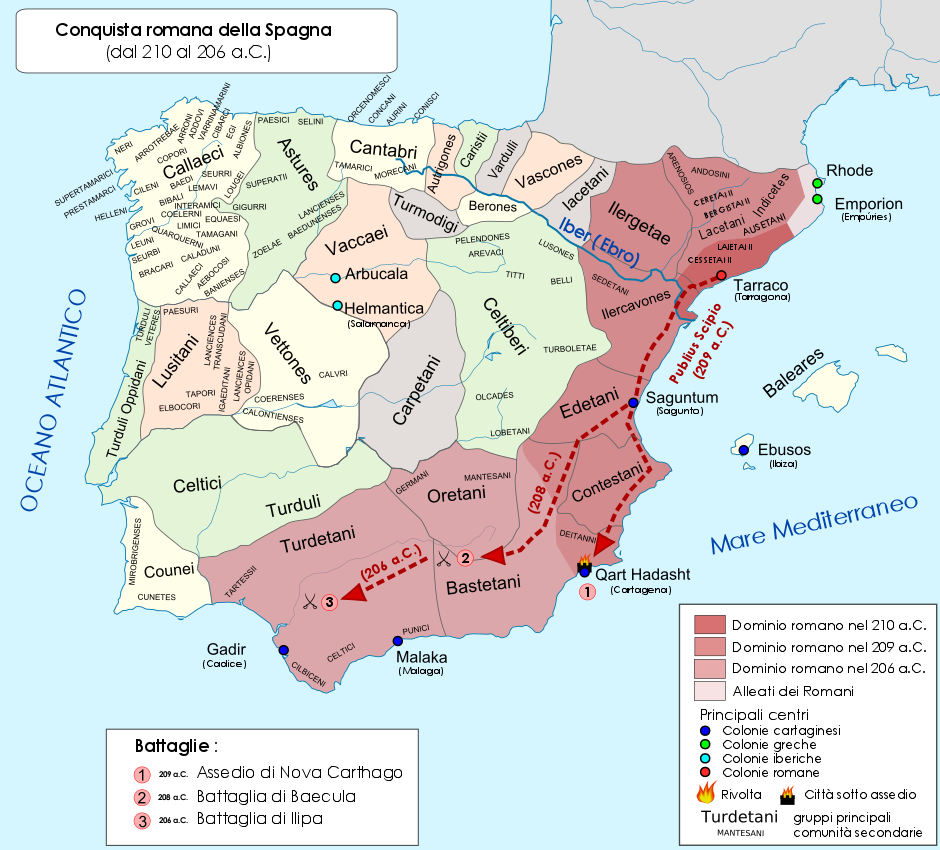
Scipione Africano caccia i Cartaginesi dalla Spagna (dal 210 al 206 a.C.).

Asdrubale di Giscone e Magone Barca ricevettero nuovi rinforzi dall'Africa, oltre a formare un nuovo esercito di nativi. All'inizio del 206 a.C., Publio si scontrò con le forze cartaginesi congiunte presso Ilipa (la moderna Alcalá del Río, nella provincia di Siviglia), ottenendo una vittoria determinante per la conquista della Spagna cartaginese. Asdrubale e Magone fuggirono, mentre le loro truppe furono massacrate. Lo Scullard aggiunge che non fu meno brillante la tattica utilizzata da Scipione rispetto a Baecula. Egli infatti corresse uno dei punti deboli della precedente battaglia, riuscendo a contenere il grosso dell'esercito nemico mentre le ali compivano una perfetta manovra di avvolgimento dell'intera armata cartaginese. Intanto la flotta romana si spingeva sotto il comando di Gaio Lelio fino a Carteias (Algeciras).
In seguito i Romani occuparono anche Carmo (Carmona), procurando a Roma il dominio dell'intera Andalusia. Magone e Asdrubale Giscone si rifugiarono a Gades, mentre Publio Scipione otteneva il controllo di tutto il sud della penisola iberica. Ormai certo del fatto che presto avrebbe ottenuto il comando in Africa, raggiunse Gaio Lelio a Siga da Siface. Il re numida sembrava incerto da che parte stare tra Roma e Cartagine. Al suo ritorno, punì in modo esemplare alcune città iberiche, tra cui Castax, Astapa (Estepa) e Ilurgia (Ilorci), quest'ultima espugnata in seguito ad un attacco convergente. Poi cadde malato, tanto che la notizia provocò un ammutinamento, quasi subito domato, fra le truppe che si trovavano sul Sucrone, tra Nova Carthago e l'Ebro. Ristabilitosi, guidò la sua armata contro due principi spagnoli che si erano ribellati, conducendoli ad una brillante vittoria sull'alto Ebro e costringendoli ad rinnovare l'alleanza con Roma. A completamento poi delle sue imprese in Spagna vi fu anche l'incontro con l'altro principe numida, Massinissa, la fondazione di una colonia a Italica per i suoi veterani (oggi Santiponce, nei pressi di Siviglia) e la resa dell'ultimo baluardo cartaginese in Spagna, la città di Gades, che chiese la pace e Roma le concesse un'alleanza con condizioni particolarmente favorevoli.
Magone, dopo un inutile tentativo di riprendere Nova Carthago, si rifugiò nelle isole Baleari, dove la capitale di Minorca, Mahón, porta ancora il suo nome. Scipione era così riuscito a cacciare definitivamente i Cartaginesi dalla penisola iberica ed a chiudere il fronte occidentale, mantenendovi solo le necessarie forze di presidio. Scipione poteva ora tornare a Roma vittorioso e pronto a nuove avventure militari. Lasciò, pertanto, la Spagna nel 206 e «questo anno rappresenta la nascita della provincia romana di Hispania».

### 205 a.C.
Nel 205 a.C. Roma sottoscrisse la pace di Fenice, chiudendo anche il fronte orientale. Sulla scia del successo in Spagna Scipione venne eletto console e gli fu affidata la Sicilia. Poi Publio Scipione si ammalò, e l'esercito approfittò di ciò per chiedere paghe più alte. Di ciò ne approfittarono a loro volta gli Ilergeti e altre tribù iberiche che si ribellarono sotto il comando dei capi tribù Indibile e Mandonio (degli Ausetani). Questa ribellione era essenzialmente contro i proconsoli Lucio Lentulo e Lucio Manlio. Questi ultimi placarono gli ammutinati e repressero con la forza la rivolta iberica. Mandonio venne catturato e giustiziato (205 a.C.); Indibile riuscì a fuggire. Magone e Asdrubale Giscone abbandonarono Gades con tutte le loro navi e le loro truppe per accorrere in aiuto di Annibale in Italia, e in seguito alla partenza di queste truppe, Roma conquistò l'intero sud dell'Hispania e la costa dai Pirenei fino all'Algarve. Il suo potere raggiungeva Huesca essendo limitato dall'Ebro a sud e dal mare ad est.